# Sh2-294
Sh2-294 est une nébuleuse en émission visible dans la constellation de la Licorne.
On l'observe dans la partie sud de la constellation, à environ 10° au nord-ouest de Sirius, l'étoile la plus brillante du ciel nocturne. Elle apparaît comme une tache nébuleuse étirée dans une direction nord-sud sur les photographies prises par un télescope amateur de grande puissance équipé de filtres spéciaux. Située à environ 9° au sud de l'équateur céleste, elle peut être facilement observée depuis toutes les zones peuplées de la Terre, sans différences majeures d'un hémisphère à l'autre. La période la plus favorable pour son observation dans le ciel du soir est de décembre à avril.
Il s'agit d'une région H II dont la forme ressemble vaguement à celle d'une pieuvre. Le principal responsable de l'ionisation des gaz dans la région est une étoile bleue de classe spectrale B0,5V, située à une distance d'environ 3 200 pc (∼10 400 al), en correspondance avec le bras de Persée, l'une des spirales majeures de la Voie lactée. À l'intérieur se trouve un petit amas ouvert de jeunes étoiles profondément immergé dans les gaz du nuage, identifié dans le spectre infrarouge et catalogué comme [BDS2003] 95.